# هينريتش فاغنر
هينريتش فاغنر (بالألمانية: Heinrich Wagner)‏ هو لاعب شطرنج ألماني، ولد في 9 أغسطس 1888 في هامبورغ في ألمانيا، وتوفي بنفس المكان في 24 يونيو 1959.

## وصلات خارجية
- هينريتش فاغنر على موقع مباريات الشطرنج (الإنجليزية)
- هينريتش فاغنر على موقع 365Chess.com (الإنجليزية)
- هينريتش فاغنر على موقع Chesstempo.com (الإنجليزية)
- هينريتش فاغنر سجل أولمبياد الشطرنج على موقع OlimpBase.org (الإنجليزية)